# Парабочевский заказник
Парабочевский биологический заказник — государственный заказник, расположенный в Шелковском районе Чечни. Создан в 1963 году для сохранения и восстановления редких и исчезающих видов растений и животных, в том числе ценных видов в хозяйственном, научном и культурном отношениях.
Имеет статус особо охраняемой природной территории регионального (республиканского) значения.

## Географическое положение
Заказник располагается в Шелковском районе Чечни. Площадь заказника — 12 000 га, в том числе 6 тысяч га земель лесного фонда.
Северная граница заказника проходит от переезда через железную дорогу на Старощедринском шоссе по железной дороге до железнодорожной станции Шелковской. Восточная граница заказника проходит от станции Шелковской по дороге, минуя станицу Шелкозаводскую, село Харьковское и до реки Терек. Южная граница проходит по реке Терек до станицы Старощедринской. Западная граница проходит от станицы Старощедринской по шоссе до железнодорожного переезда.
На территории заказника расположен посёлок Парабоч.

## Фауна
Некоторые представители фауны заказника:
- белоглазый нырок;
- благородный олень;
- выдра;
- гигантская вечерница;
- европейская норка;
- европейский тювик;
- закавказский полоз;
- змееяд;
- камышовый кот;
- каравайка;
- краснозобая казарка;
- курганник;
- малый баклан;
- малый подорлик;
- могильник;
- мраморный чирок;
- обыкновенная колпица;
- обыкновенный фазан;
- орлан-белохвост;
- пискулька;
- савка;
- скопа;
- узорчатый полоз;
- филин;
- четырёхполосый лазающий полоз;
- чёрный аист.

## Флора
Некоторые представители флоры заказника:
- аронник восточный;
- бересклет европейский;
- боярышник;
- бузина чёрная;
- воробейник пурпурово-фиолетовый;
- вяз шершавый;
- груша обыкновенная;
- дуб черешчатый;
- жимолость;
- калина обыкновенная;
- каприфоль;
- кизил обыкновенный;
- клён светлый;
- крушина слабительная;
- купена;
- ландыш закавказский;
- лещина обыкновенная;
- мушмула германская;
- обвойник греческий;
- тёрн;
- хмель обыкновенный;
- фиалка;
- яблоня лесная.